# Observatiepost Pervijze
De Oberservatiepost Pervijze is een observatietoren in het centrum van het Belgische dorp Pervijze. De uitkijkpost werd gebruikt in de Eerste en Tweede Wereldoorlog.
De post bevindt zich ten westen van het Kastanjeplein. De scheef weggezakte toren is zo'n 14 meter hoog en is gebouwd uit gewapend betonblokken van zo'n meter lang. Bovenop bevindt zich een mitrailleursnest. Aan het Kastanjeplein staat als herdenking een van de provinciale naamstenen 1914-1918.

## Geschiedenis

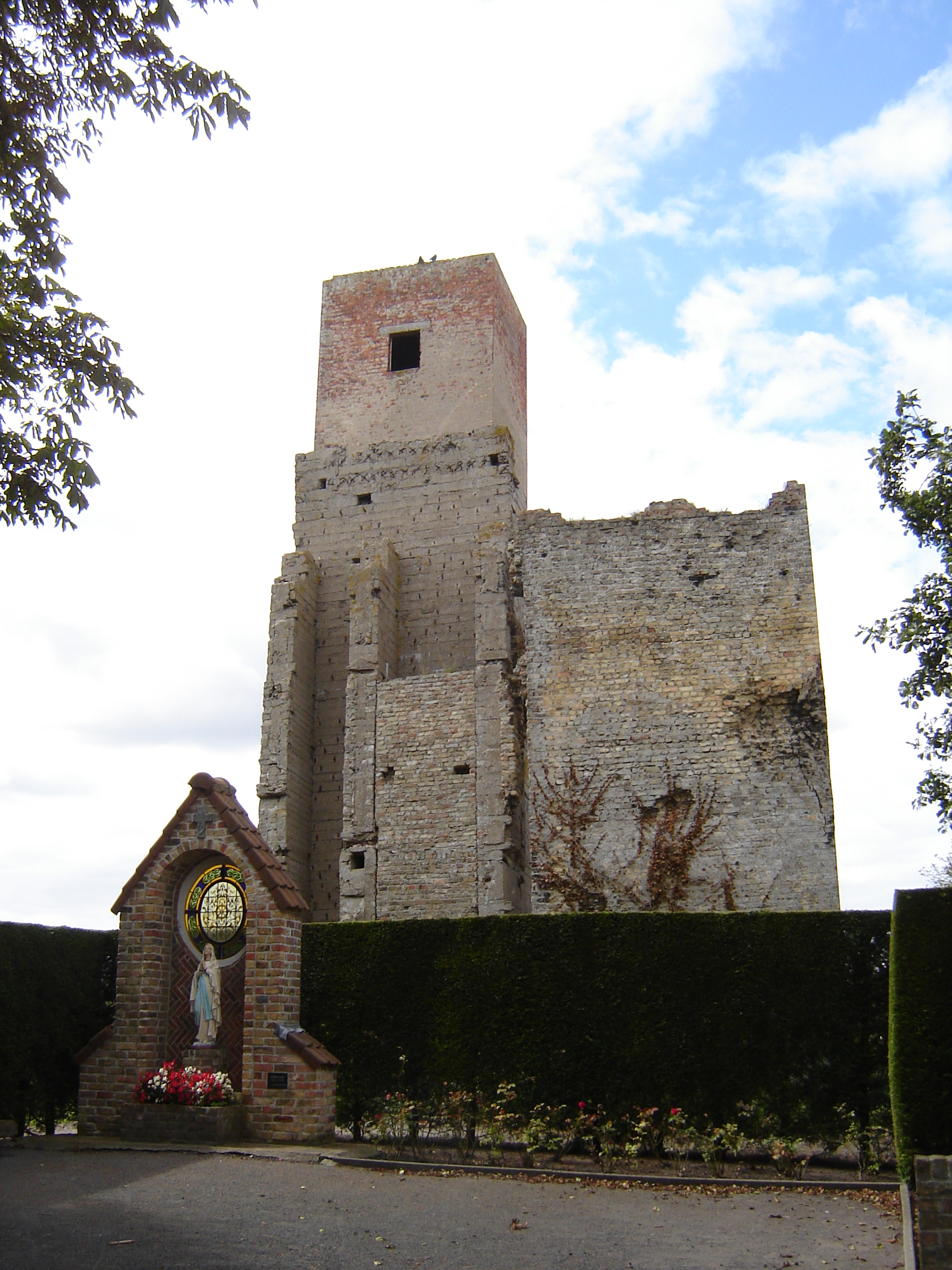
Observatiepost met kapelletje, gezien vanop het Kastanjeplein

De site ligt in de voormalige gemeente Sint-Katharinakapelle. Deze gemeente werd begin 19de eeuw samengevoegd met Pervijze en op het eind van de eeuw versmolten ook de parochies. In 1895 werd de Sint-Katharinakerk afgebroken en ontstond het huidige Kastanjeplein.
In de Eerste Wereldoorlog lag Pervijze in Belgische gebied, enkele kilometer van de spoorlijn Diksmuide-Nieuwpoort, die van strategisch belang was aan het IJzerfront. Op het restant van de voormalige pastorie ten westen van de gesloopte kerk werd een observatiepost uitgebouwd, vanwaar men de vijandelijke bewegingen kon volgen.
In de Tweede Wereldoorlog werd de toren weer in gebruik genomen door de Duitse bezetter. Ze bouwden boven op de observatiepost een mitrailleursnest in baksteen.
In de jaren 80 plaatste men aan het Kastanjeplein een van de provinciale naamstenen 1914-1918, die herinneren aan sites uit de Eerste Wereldoorlog, met het opschrift "1914-1918 Observatiepost Pervijze". In 2002 werd de observatiepost beschermd als monument.